# Xuthodes batesi
Xuthodes batesi là một loài bọ cánh cứng trong họ Cerambycidae.